# The Straight Mind and Other Essays
O pensamento hétero e outros ensaios (em inglês: The Straight Mind and Other Essays) é uma coletânea de ensaios de 1992 da escritora francesa Monique Wittig.
A coletânea foi traduzida para o francês como La pensée straight em 2001. No Brasil, foi publicada em 2022 pelo Grupo Autêntica.

## Resumo
Em abril de 1979, Wittig apresentou o ensaio "The Straight Mind" como seu discurso principal da manhã no evento do Barnard College, The Scholar and the Feminist Conference, The Future of Difference. O título faz referência a O pensamento selvagem, de Claude Lévi-Strauss. Wittig escreve "lésbicas não são mulheres" partindo do pressuposto de que o termo "mulher" é definido por homens. O ensaio apareceu em francês no jornal Questions féministes, e seu coletivo editorial, que incluía Wittig, se dividiu sobre "a questão lésbica", levando ao fim da publicação.
“One Is Not Born a Woman”, proferida em setembro de 1979 na 30ª Conferência do Segundo Sexo, realizada na Universidade de Nova York, retoma os resultados das visões políticas feministas de Simone de Beauvoir para as lésbicas. Ela compara lésbicas a escravas fugitivas.
“The Trojan Horse” explica sua teoria da literatura como uma “máquina de guerra”, ecoando Gilles Deleuze.

## Recepção
Em sua análise da coletânea, Rosemary Hennessy destaca a crítica materialista de Wittig à heterossexualidade como um regime político. Hennessy contrasta a abordagem de Wittig com a da teoria queer, argumentando que, embora ambas desafiem a política identitária e a noção de identidades sexuais estáveis, a teoria queer se envolve principalmente com a sexualidade como uma construção discursiva, muitas vezes negligenciando as dimensões mais amplas da opressão. Wittig, por outro lado, enfatiza como a heterossexualidade não é apenas um discurso cultural, mas um sistema de poder e exploração econômica vinculado ao capitalismo e ao patriarcado.